# Sumber Rejo (Sudimoro)
Sumber Rejo is een bestuurslaag in het regentschap Pacitan van de provincie Oost-Java, Indonesië. Sumber Rejo telt 3361 inwoners (volkstelling 2010).